# Châteauvert
Châteauvert (okzitanisch Castèuverd) ist eine französische Gemeinde mit 144 Einwohnern (Stand 1. Januar 2022) im Département Var in der Region Provence-Alpes-Côte d’Azur.

## Geographie
Die wenigen Häuser der kleinen Gemeinde Châteauvert liegen inmitten eines kleinen Tals, durch das der Argens fließt, um die Verklärungskirche, die Pfarrkirche des Ortes.

## Geschichte
Erstmals erwähnt wurde Châteauvert im Jahr 1002 „De castello qui dicitur Verus“, im Jahr 1235 ist dann vom „Castrum Viridum“ die Rede, das zur Herrschaft der Bischöfe von Marseille zählte.